# Audiomachine
Audiomachine (en español: Máquina de audio) es una productora musical ubicada en Los Ángeles, California. Fue fundada por Paul Dinletir y Carol Sovinski el 20 de agosto de 2005. La compañía produce música compuesta por Paul Dinletir y Kevin Rix para tráileres de películas.
Su música ha sido utilizada en los avances publicitarios de películas como 300: Rise of an Empire, Maléfica, Noé, El hobbit: la desolación de Smaug y Cómo entrenar a tu dragón 2.

## Sobre los compositores

### Paul Dinletir
Paul empezó en la música solamente tocando el piano y queriendo ser un músico y un pianista de jazz. Él fue lo suficiente afortunado ya que su mujer lo introdujo en una clase de escritura de música para películas y televisión en UCLA, enseñado por Robert Eetall, que ahora es un colaborador. Esto guio a Paul a convertirse en compositor para X-Ray Dog, donde él componía tráileres para dibujos animados y programas reality de televisión; dedicándose de lleno a la composición de música para tráileres. Las influencias de Dinletir son: Mozart, Beethoven, Debussy, etc. Para la composiciones de sus temas usa Logic pro software.

### Kevin Rix
Kevin empezó tocando la guitarra y formó parte de varias bandas de rock. Fue al conservatorio de música, donde se introdujo en la música clásica y el jazz. Ahí fue cuando empezó a darse cuenta de su pasión por la composición y descubrió su deseo de componer y trabajar con diferentes instrumentos y diferentes sonidos, decidiendo hacerlo de manera profesional. Primero quería introducirse en la escritura de bandas sonoras para películas. Mientras estaba trabajando en una demo real adquirió un trabajo editando y mezclando tonos de llamada para una compañía, donde conoció a Paul y empezó en la profesión como su asistente Paul haciendo diseños de sonido. Las influencias de Kevin son Mozart, Bach, Debussy, Rush, Mastodon, Soundgarden, Hans Zimmer y Harry Gregson-Williams.

## Discografía

### Álbumes de estudio
- Big, Big and Bigger (2005)
- Tools of the Trade 1 (2005)
- Atomic Music Station (2006)
- Trailer Acts (2006)
- Tools of the Trade 2 (2006)
- The Platinum Series I (2007)
- The Lighter Side (2007)
- Blood, Death & Fears (2007)
- The Platinum Series II (2008)
- Tools of the Trade 3 (2008)
- Terminus (2008)
- The Platinum Series III: Eterna (2009)
- Trailer Acts 2 (2009)
- Maelstrom (2009)
- The Platinum Series IV: Labyrinth (2010)
- Deus Ex Machina (2010)
- The Ensemble Series: Volume 1 (2010)
- Blood Bath and Beyond (2011)
- Drumscores (2011)
- Epica (2011)
- Tools of the Trade 4 (2012)
- Leviathan (2012)
- Helios (2012)
- Awakenings (2012)
- Millennium (2013)
- Origins (2013)
- Phenomena (2013)
- Tools of the Trade 5: Tones Textures and Transitions (2014)
- Monolith (2014)
- Phantasm (2014)
- Psychosis (2014)
- Remixed (2014)
- Intros (2015)
- Titan (2015)
- Decimus (2015)
- Prototype (2016)
- Worlds of Wonder (2016)
- Drumscores 2 (2016)
- Tools of the Trade: Epic Spaces (2017)
- Tools of the Trade: Rises (2017)
- Tools of the Trade: Epic Foley (2017)
- Modern Tension: Cold Sweat (2017)
- Pulses: Palpitate (2017)
- Percussive Mayhem: Anarchy (2017)
- Eternal Rest (2017)
- Piano Premontions: Parallels (2017)
- Life (2017)
- Tools of the Trade: Submerged (2018)
- Tools of the Trade: Pings and Powerdowns (2018)
- Chrome Over Brass (2018)
- Trailerized: Covers and Originals (2018)
- Tools of the Trade: Scapes (2018)
- La Belle Époque (2018)
- Synesthesia (2018)
- Volturnus (2018)
- The 11th Hour (2018)
- Percussive Mayhem: Odd Rhythms (2018)
- Kill Process (2018)
- The Wicked Will Rot (2018)
- Ascendance (2018)
- Exogenesis (2018)
- Intros 2 (2018)
- Prototype: Source Code (2018)
- A Measure of Darkness (2018)
- Mental Minefield (2018)
- Banshee (2019)
- Retrograde (2019)
- Here and Now (2019)
- Burn Point (2019)
- Another Sky (2019)
- Reimagined (2019)
- Nomad (2019)
- Chrome Over Brass 2 (2019)
- Percussive Mayhem: Modern Rhythms (2019)
- Prototype: Natural Selection (2019)
- Insomnia (2020)
- The Best Things in Life (2020)
- Lineage (2020)
- Cinematix (2021)
- Viscera (2021)
- Inertia (2021)
- Promethium (2021)
- Believe (2021)
- War for Light (2021)
- 'Twas the Night (2021)
- The Fire and the Fury (2021)
- Ophelia Riddle and the Book of Secret Stories (2021)
- Decadence (2021)
- The Devil Doesn't Sleep (2021)
- Dominion (2021)
- Amongst the Shimmering Light (2022)

### Álbumes recopilatorios
- Chronicles (2012)
- Uplifting and Inspiration Volume One (2012)
- Tree of Life (2013)
- 50,000 Likes Fan Appreciation Compilation (2013)
- Existence (2013)
- Summer Blockbuster Volume 1 (2014)
- Suspence and Horror Volume 1 (2014)
- Magnus (2015)
- Magnus: B-Sides (2016)

### Sencillos y EP
- Trilogy (2013)
- Blood and Stone (2013)
- Champions Will Rise: Epic Music from the 2014 Winter Olympics (2014)
- We Are Gods (2020)

### Studio Series
- Human (2020)
- Touchstone (2020)
- True Crime (2020)
- Ohms (2020)
- Body Beats (2020)
- Criminal Underground (2020)
- Replicant (2020)
- Exit Strategy (2020)
- Scorched Earth (2020)
- Black Tie (2020)
- Timber and Tumbleweeds (2020)
- Ministry of Silly Strings (2020)
- Analog Prophecies (2020)
- The Road Back (2020)
- Percussive Pacesetters (2020)
- Fragmented Reality (2020)
- Punchline (2020)
- Lucid (2020)
- State of Grace (2020)
- In a Daydream (2020)
- Inside Joke (2020)
- The Face of Light (2020)
- Storytellers (2020)
- Dawn Patrol (2020)
- Stricks and Bones (2020)
- Emergence (2020)
- Strummin' Summer (2020)
- Ultra (2020)
- Dyad (2020)
- Living Dust (2020)
- Kicks and Shakers (2020)
- The Measure of Moments (2020)
- Dark Web (2020)
- Ritmo de la Gente (2020)
- Axiom (2021)
- Ecosystem (2021)
- Sora (2021)
- Kaleidoscope (2021)
- Be Yourself (2021)
- Strung Out (2021)
- Rise of a Champion (2021)
- Get Down (2021)
- Be Free (2021)